# Yáser Asprilla
Yáser Asprilla, né le 19 novembre 2003 à Bajo Baudó, est un footballeur international colombien qui évolue au poste d'ailier droit au Girona FC.

## Biographie
Asprilla est né à Bajo Baudó, dans le département colombien de Chocó, d'un ouvrier du bâtiment et une femme de ménage, dont il est le troisième des six enfants.
Mais alors que son père est blessé par balle, victime de la violence de son quartier natal, la famille de Yáser Asprilla est forcée à déménager dans la municipalité de Palmira, Yáser grandissant ainsi entre les quartiers de Tienda Nueva et Río Nima,.

### Carrière en club
Issu du centre de formation de l'Envigado FC, Yáser Asprilla fait ses débuts professionnels avec le club le 2 décembre 2020, lors d'une défaite 3-0 contre l'Independiente Medellín en Categoría Primera A.
Le 18 juillet 2021, il marque son premier but avec le club d'Envigado lors d'un match de championnat contre l'Atlético Nacional, où il permet aux siens d'arracher le nul 2-2 en marquant la dernière réalisation de la rencontre, alors qu'il était déjà à la passe décisive sur le précédent. À seulement 17 ans, il s'impose alors comme un des meilleurs buteurs de son équipe en première division colombienne.
Ayant trouvé un accord avec Watford en août 2021,,, Asprilla rejoint le club de la banlieue de Londres en janvier 2022.

### Carrière en sélection
Asprilla fait ses débuts avec l'équipe de Colombie le 16 janvier 2022, remplaçant Juan Fernando Quintero à la 43e minute d'une victoire 2-1 à domicile contre le Honduras en match amical,,,.

## Statistiques

### En sélection nationale
| Saison                | Sélection             | Phases finales        | Phases finales | Phases finales | Phases finales | Éliminatoires CDM | Éliminatoires CDM | Éliminatoires CDM | Matchs amicaux | Matchs amicaux | Matchs amicaux | Total | Total | Total |
| Saison                | Sélection             | Compétition           | M              | B              | Pd             | M                 | B                 | Pd                | M              | B              | Pd             | M     | B     | Pd    |
| --------------------- | --------------------- | --------------------- | -------------- | -------------- | -------------- | ----------------- | ----------------- | ----------------- | -------------- | -------------- | -------------- | ----- | ----- | ----- |
| 2021-2022             | Colombie              | -                     | -              | -              | -              | 0                 | 0                 | 0                 | 1              | 0              | 0              | 1     | 0     | 0     |
| 2022-2023             | Colombie              | -                     | -              | -              | -              | -                 | -                 | -                 | 2              | 1              | 0              | 2     | 1     | 0     |
| 2023-2024             | Colombie              | Copa América 2024     | 1              | 0              | 0              | 0                 | 0                 | 0                 | 2              | 1              | 0              | 3     | 1     | 0     |
| Total sur la carrière | Total sur la carrière | Total sur la carrière | 1              | 0              | 0              | 0                 | 0                 | 0                 | 5              | 2              | 0              | 6     | 2     | 0     |

## Palmarès
| Colombie                           |
| ---------------------------------- |
| - Copa América - Finaliste en 2024 |